# Ipomopsis tenuituba
Ipomopsis tenuituba är en blågullsväxtart som först beskrevs av Per Axel Rydberg, och fick sitt nu gällande namn av V. Grant. Ipomopsis tenuituba ingår i släktet Ipomopsis och familjen blågullsväxter.

## Underarter
Arten delas in i följande underarter:
- I. t. latiloba
- I. t. tenuituba